# Pararhachistes vertebratus
Pararhachistes vertebratus är en mångfotingart som beskrevs av Pocock 1909. Pararhachistes vertebratus ingår i släktet Pararhachistes och familjen Rhachodesmidae. Inga underarter finns listade i Catalogue of Life.